# Pallenopsis verrucosa
Pallenopsis verrucosa är en havsspindelart som beskrevs av Stock, J.H. 1953. Pallenopsis verrucosa ingår i släktet Pallenopsis och familjen Phoxichilidiidae. Inga underarter finns listade i Catalogue of Life.